# Cúp bóng đá châu Phi 1992
Cúp bóng đá châu Phi 1992 là Cúp bóng đá châu Phi lần thứ 18, được tổ chức tại Sénégal. Đây là lần đầu tiên Sénégal đăng cai Cúp bóng đá châu Phi. Với sự phát triển của bóng đá châu Phi, lần đầu tiên vòng chung kết của giải có 12 đội tham dự, tăng so với các giải trước 4 đội. Số đội tham dự giải là 37, nhiều hơn giải trước đó 2 đội. Thể thức thi đấu thay đổi so với các giải trước. Vòng loại không thi đấu loại trực tiếp mà chia bảng thi đấu vòng tròn 2 lượt. Vòng chung kết gồm 12 đội chia làm 4 bảng, mỗi bảng 3 đội. Hai đội tuyển đứng đầu mỗi bảng (tổng cộng 8 đội) vào đá tứ kết, đội thắng ở tứ kết vào đá bán kết, đội thắng ở bán kết vào đá chung kết, đội thua bán kết dự trận trận tranh giải ba. Bờ Biển Ngà lần đầu tiên giành chức vô địch sau khi thắng Ghana 11–10 trên chấm sút luân lưu sau trận chung kết không bàn thắng. Còn Algérie trở thành đội đương kim vô địch thứ mười bị loại ngay từ vòng bảng (sau CHDC Congo là vào các năm 1970, 1976, Ghana là vào các năm 1980, 1984 cùng với Sudan 1972, Maroc 1978, Nigeria 1982, Ai Cập 1988 và Cameroon 1990).

## Vòng loại

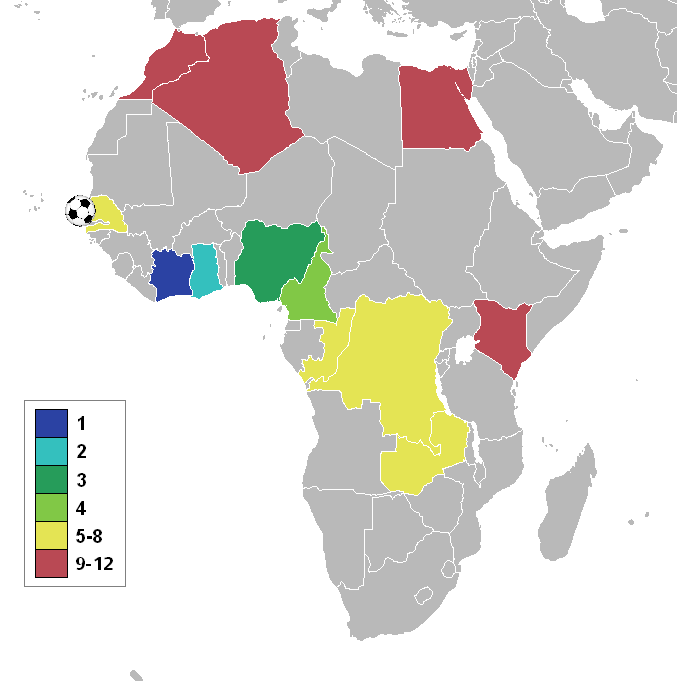
Các đội tham dự giải đấu

Vòng loại của giải gồm 35 đội tham gia, chọn lấy 10 đội cùng với đương kim vô địch Algérie và chủ nhà Sénégal tham dự vòng chung kết. Vòng sơ loại có 2 đội chọn lấy 1 đội vào vòng đấu bảng. Vòng loại thi đấu theo thể thức chia bảng đấu vòng tròn sân nhà và sân khách. 34 đội tham dự chia thành 8 bảng với 6 bảng 4 đội và 2 bảng 5 đội. Đội đứng đầu các bảng và 2 đội đứng nhì bảng 5 đội lọt vào vòng chung kết. Tuy nhiên có một số đội bỏ cuộc nên có một số bảng chỉ còn 3 đội

## Địa điểm
| Dakar                              | DakarZiguinchor | Ziguinchor                      |
| ---------------------------------- | --------------- | ------------------------------- |
| Sân vận động Léopold Sédar Senghor | DakarZiguinchor | Sân vận động Aline Sitoe Diatta |
| Sức chứa: 60.000                   | DakarZiguinchor | Sức chứa: 10.000                |
|                                    | DakarZiguinchor |                                 |

## Vòng chung kết
Vòng chung kết của giải diễn ra trong 2 tuần từ 12 đến 26 tháng 1 năm 1992. Các trận đấu ở bảng A và B được tổ chức tại thủ đô Dakar, ở bảng C và D được tổ chức tại thành phố Ziguinchor.

### Các đội tham dự

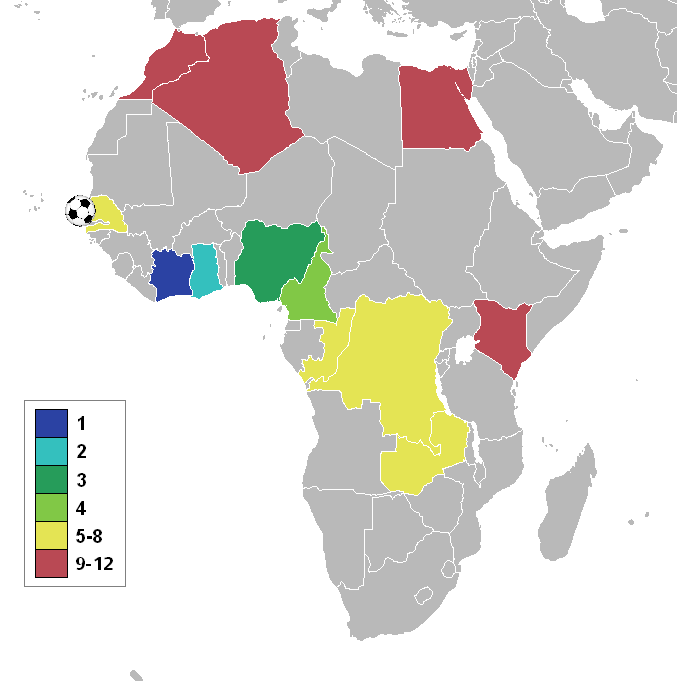
Các quốc gia tham dự vòng chung kết

| - Algérie (đương kim vô địch, lần thứ 8) - Sénégal (chủ nhà, lần thứ 4) - Cameroon (lần thứ 8) - Cộng hòa Congo (lần thứ 5) - Ai Cập (lần thứ 13) - Ghana (lần thứ 9) |  | - Bờ Biển Ngà (lần thứ 10) - Kenya (lần thứ 4) - Maroc (lần thứ 7) - Nigeria (lần thứ 9) - Zaire (lần thứ 8) - Zambia (lần thứ 6) |  |  |

### Bảng A
| Đội tuyển | Số trận | Thắng | Hòa | Thua | Bàn thắng | Bàn thua | Hiệu số | Điểm |
| --------- | ------- | ----- | --- | ---- | --------- | -------- | ------- | ---- |
| Nigeria   | 2       | 2     | 0   | 0    | 4         | 2        | +2      | 4    |
| Sénégal   | 2       | 1     | 0   | 1    | 4         | 2        | +2      | 2    |
| Kenya     | 2       | 0     | 0   | 2    | 1         | 5        | −4      | 0    |

| Nigeria                | 2–1 | Sénégal     |
| ---------------------- | --- | ----------- |
| Siasia 13' · Keshi 89' |     | Bocandé 36' |

| Nigeria        | 2–1 | Kenya             |
| -------------- | --- | ----------------- |
| Yekini 7', 15' |     | Weche 89' (ph.đ.) |

| Sénégal                             | 3–0 | Kenya |
| ----------------------------------- | --- | ----- |
| Sané 46' · Bocandé 68' · Diagne 89' |     |       |

### Bảng B
| Đội tuyển | Số trận | Thắng | Hòa | Thua | Bàn thắng | Bàn thua | Hiệu số | Điểm |
| --------- | ------- | ----- | --- | ---- | --------- | -------- | ------- | ---- |
| Cameroon  | 2       | 1     | 1   | 0    | 2         | 1        | +1      | 3    |
| Zaire     | 2       | 0     | 2   | 0    | 2         | 2        | 0       | 2    |
| Maroc     | 2       | 0     | 1   | 1    | 1         | 2        | −1      | 1    |

| Cameroon       | 1–0 | Maroc |
| -------------- | --- | ----- |
| Kana-Biyik 23' |     |       |

| Maroc     | 1–1 | Zaire    |
| --------- | --- | -------- |
| Rokbi 89' |     | Kona 89' |

| Cameroon       | 1–1 | Zaire    |
| -------------- | --- | -------- |
| Omam-Biyik 15' |     | Tueba 1' |

### Bảng C
| Đội tuyển      | Số trận | Thắng | Hòa | Thua | Bàn thắng | Bàn thua | Hiệu số | Điểm |
| -------------- | ------- | ----- | --- | ---- | --------- | -------- | ------- | ---- |
| Bờ Biển Ngà    | 2       | 1     | 1   | 0    | 3         | 0        | +3      | 3    |
| Cộng hòa Congo | 2       | 0     | 2   | 0    | 1         | 1        | 0       | 2    |
| Algérie        | 2       | 0     | 1   | 1    | 1         | 4        | −3      | 1    |

| Bờ Biển Ngà                            | 3–0      | Algérie |
| -------------------------------------- | -------- | ------- |
| A. Traoré 14' · Fofana 25' · Tiéhi 89' | Chi tiết |         |

| Bờ Biển Ngà | 0–0 | Cộng hòa Congo |
| ----------- | --- | -------------- |
|             |     |                |

| Algérie     | 1–1    | Cộng hòa Congo |
| ----------- | ------ | -------------- |
| Bouiche 44' | Report | Tchibota 6'    |

### Bảng D
| Đội tuyển | Số trận | Thắng | Hòa | Thua | Bàn thắng | Bàn thua | Hiệu số | Điểm |
| --------- | ------- | ----- | --- | ---- | --------- | -------- | ------- | ---- |
| Ghana     | 2       | 2     | 0   | 0    | 2         | 0        | +2      | 4    |
| Zambia    | 2       | 1     | 0   | 1    | 1         | 1        | 0       | 2    |
| Ai Cập    | 2       | 0     | 0   | 2    | 0         | 2        | −2      | 0    |

| Zambia      | 1–0 | Ai Cập |
| ----------- | --- | ------ |
| Kalusha 61' |     |        |

| Ghana          | 1–0 | Zambia |
| -------------- | --- | ------ |
| Abedi Pele 64' |     |        |

| Ghana      | 1–0 | Ai Cập |
| ---------- | --- | ------ |
| Yeboah 89' |     |        |

### Vòng đấu loại trực tiếp
|  | Tứ kết             | Tứ kết             |          |        | Bán kết       | Bán kết       |  |  | Chung kết | Chung kết |
|  |                    |                    |          |        |               |               |  |  |           |           |
|  |                    |                    |          |        |               |               |  |  |           |           |
|  |                    |                    |          |        |               |               |  |  |           |           |
|  | Nigeria            | 1                  |          |        |               |               |  |  |           |           |
|  | Nigeria            | 1                  |          |        |               |               |  |  |           |           |
|  | Zaire              | 0                  |          |        |               |               |  |  |           |           |
|  | Zaire              | 0                  | Nigeria  | 1      |               |               |  |  |           |           |
|  |                    |                    | Nigeria  | 1      |               |               |  |  |           |           |
|  |                    | Ghana              | 2        |        |               |               |  |  |           |           |
|  | Ghana              | Ghana              | 2        | 2      |               |               |  |  |           |           |
|  | Ghana              |                    |          | 2      |               |               |  |  |           |           |
|  | Cộng hòa Congo     | 1                  |          |        |               |               |  |  |           |           |
|  | Cộng hòa Congo     | 1                  | Ghana    | 0 (10) |               |               |  |  |           |           |
|  |                    |                    | Ghana    | 0 (10) |               |               |  |  |           |           |
|  |                    | Bờ Biển Ngà (pen.) | 0 (11)   |        |               |               |  |  |           |           |
|  | Cameroon           | Bờ Biển Ngà (pen.) | 0 (11)   | 1      |               |               |  |  |           |           |
|  | Cameroon           |                    |          | 1      |               |               |  |  |           |           |
|  | Sénégal            | 0                  |          |        |               |               |  |  |           |           |
|  | Sénégal            | 0                  | Cameroon | 0 (1)  |               |               |  |  |           |           |
|  |                    |                    | Cameroon | 0 (1)  |               |               |  |  |           |           |
|  |                    | Bờ Biển Ngà (pen.) | 0 (3)    |        | Tranh hạng ba | Tranh hạng ba |  |  |           |           |
|  | Bờ Biển Ngà (h.p.) | Bờ Biển Ngà (pen.) | 0 (3)    | 1      | Tranh hạng ba | Tranh hạng ba |  |  |           |           |
|  | Bờ Biển Ngà (h.p.) |                    |          | 1      |               |               |  |  |           |           |
|  | Zambia             | 0                  |          |        |               |               |  |  |           |           |
|  | Zambia             | 0                  | Nigeria  | 2      |               |               |  |  |           |           |
|  |                    |                    |          |        |               |               |  |  |           |           |
|  | Cameroon           | 1                  |          |        |               |               |  |  |           |           |
|  | Cameroon           | 1                  |          |        |               |               |  |  |           |           |

#### Tứ kết
| Nigeria    | 1–0 | Zaire |
| ---------- | --- | ----- |
| Yekini 22' |     |       |

| Cameroon    | 1–0 | Sénégal |
| ----------- | --- | ------- |
| Ebongué 89' |     |         |

| Bờ Biển Ngà | 1–0 (h.p.) | Zambia |
| ----------- | ---------- | ------ |
| Sié 94'     |            |        |

| Ghana                       | 2–1 | Cộng hòa Congo |
| --------------------------- | --- | -------------- |
| Yeboah 29' · Abedi Pele 57' |     | Tchibota 52'   |

### Bán kết
| Ghana                              | 2–1 | Nigeria     |
| ---------------------------------- | --- | ----------- |
| Abedi Pele 43' · Prince Polley 54' |     | Adepoju 11' |

| Cameroon                               | 0–0 (h.p.) | Bờ Biển Ngà                           |
| -------------------------------------- | ---------- | ------------------------------------- |
|                                        |            |                                       |
| Loạt sút luân lưu                      |            |                                       |
| Makanaky · Ebwelle · Oman-Biyik · Bell | 1–3        | Sekana · M. Traoré · Yago · A. Traoré |

### Tranh giải ba
| Nigeria               | 2–1 | Cameroon    |
| --------------------- | --- | ----------- |
| Ekpo 75' · Yekini 88' |     | Maboang 85' |

### Chung kết
| Bờ Biển Ngà                                                                                            | 0–0 (h.p.) | Ghana                                                                                                 |
| --- | ---------- | --- |
| |            | |
| Loạt sút luân lưu                                                                                      |            | |
| Aka · Hobou · Sekana · M. Traoré · Tiéhi · Gadji-Celi · Kouadio · Abouo · Maguy · Sie · Gouamené · Aka | 11–10      | Baffoe · Lamptey · Naawu · Asare · Yeboah · Mensah · Armah · Abroah · Ampeah · Opoku · Ansah · Baffoe |

| Vô địch Cúp bóng đá châu Phi 1992 Côte d'Ivoire Lần thứ nhất |

## Danh sách cầu thủ ghi bàn
4 bàn
- Rashidi Yekini

3 bàn
- Abedi Pelé

2 bàn
| - Pierre Tchibota | - Anthony Yeboah | - Jules Bocandé |

1 bàn
| - Nacer Bouiche - Érnest Ebongué - André Kana-Biyik - François Omam-Biyik - Emmanuel Maboang - Youssouf Fofana - Donald Olivier Sié | - Joël Tiehi - Abdoulaye Traoré - Prince Polley - Micky Weche - Said Rokbi - Mutiu Adepoju - Friday Ekpo | - Stephen Keshi - Samson Siasia - Victor Diagne - Souleymane Sané - Andre Kona N'Gole - Tueba Menayane - Kalusha Bwalya |

## Đội hình toàn sao
Thủ môn
- Alain Gouaméné

Hậu vệ
- Basile Aka Kouame
- Hany Ramzy
- Stephen Keshi
- Adolphe Mendy

Tiền vệ
- Jacques Kinkomba Kingambo
- Abedi Pelé
- Jean-Claude Pagal
- Serge-Alain Maguy

Tiền đạo
- Rashidi Yekini
- Anthony Yeboah